# Norbert Gyömbér
Norbert Gyömbér, född 3 juli 1992, är en slovakisk fotbollsspelare som spelar för italienska Salernitana och för Slovakiens landslag.

## Klubbkarriär
Den 12 september 2020 blev Gyömbér klar för Serie B-klubben Salernitana. Kontraktet varar fram till den 30 juni 2023.

## Landslagskarriär
Gyömbér debuterade för det slovakiska landslaget den 5 mars 2014 i en match mot Israel.